# Antonio Giannettini
Antonio Giannettini (anche Gianettini, Zanettini, Zannettini; Fano, 24 maggio 1649 – Monaco di Baviera, 14 luglio 1721) è stato un compositore, organista e cantante italiano.

## Biografia
Sulla sua formazione musicale si conosce quasi nulla: nel 1662 lo troviamo a Venezia, dove probabilmente studiò sotto la guida di Sebastian Enno. Il 14 gennaio 1674 fu ammesso come cantante basso nel coro della cappella della Basilica di San Marco. Successivamente, il 5 dicembre 1676 fu nominato organista presso la Basilica dei Santi Giovanni e Paolo con uno stipendio di 40 ducati annui (carica che mantenne sino al 1679); in questo periodo studiò musica con Carlo Grossi e forse anche con Giovanni Legrenzi. Il 25 gennaio 1677 fu anche organista a San Marco (accanto alla posizione di cantante). Dal 1676 fu inoltre attivo come compositore: scrisse in questo periodo circa dieci opere per Venezia e Milano e varia musica sacra (fra la quale alcuni mottetti per Ippolito II Bentivoglio). Negl'anni 1685-1686 fu anche attivo come compositore e maestro di capella per il duca di Hannover Ernesto Augusto di Brunswick-Lüneburg, il quale soggiornò in questi anni in un palazzo affacciato sul Canale grande.
Il 1º maggio 1686 il G. lasciò i propri incarichi presso San Marco per prendere posto come maestro di cappella alla corte di Francesco II, duca di Modena: il suo corrispettivo per servigi che condusse al servizio della corte modenese fu di 396 lire al mese (una cifra considerevole per l'epoca). Per la corte estense scrisse 9 oratori, ma anche altre composizioni sacre, cantate e serenate. Con lo scoppio della guerra di successione spagnola Modena fu occupata dai francesi ed egli nel 1702 dovette fuggire con il duca Rinaldo I (successore di Francesco II) a Bologna. Terminata la guerra, nel 1707 tornò a Modena, dove continuò il suo lavoro di direttore della cappella, però senza più ricevere l'elevato stipendio di alcuni anni prima. Nel maggio del 1721 decise di accompagnare la sua figlia Maria Caterina a Monaco, città dove lei fu attiva come cantante presso la corte bavarese e dove poco dopo morì.
Giannettini era uno dei compositori più talentuosi della sua epoca. Fu in vita molto apprezzato come operista e compositore di musica sacra sia in Italia che in Germania. Il suo lavoro che ebbe maggior successo fu Medea in Atene con il libretto di Aurelio Aureli nel 1675 al Teatro San Moisè di Venezia. 